# Agrypon flaviceps
Agrypon flaviceps là một loài tò vò trong họ Ichneumonidae.